# Tour UP-site
La tour UP-site est un gratte-ciel résidentiel de Bruxelles, en Belgique. 
L'immeuble fut développé par Atenor et inauguré en 2014. Avec ses 142 m de hauteur, elle est la plus haute tour résidentielle du pays,, ainsi que la troisième plus haute tour de Bruxelles et de Belgique.

## Situation
La tour est située dans le quartier Nord de la ville de Bruxelles, le long du canal de Bruxelles.

## Construction

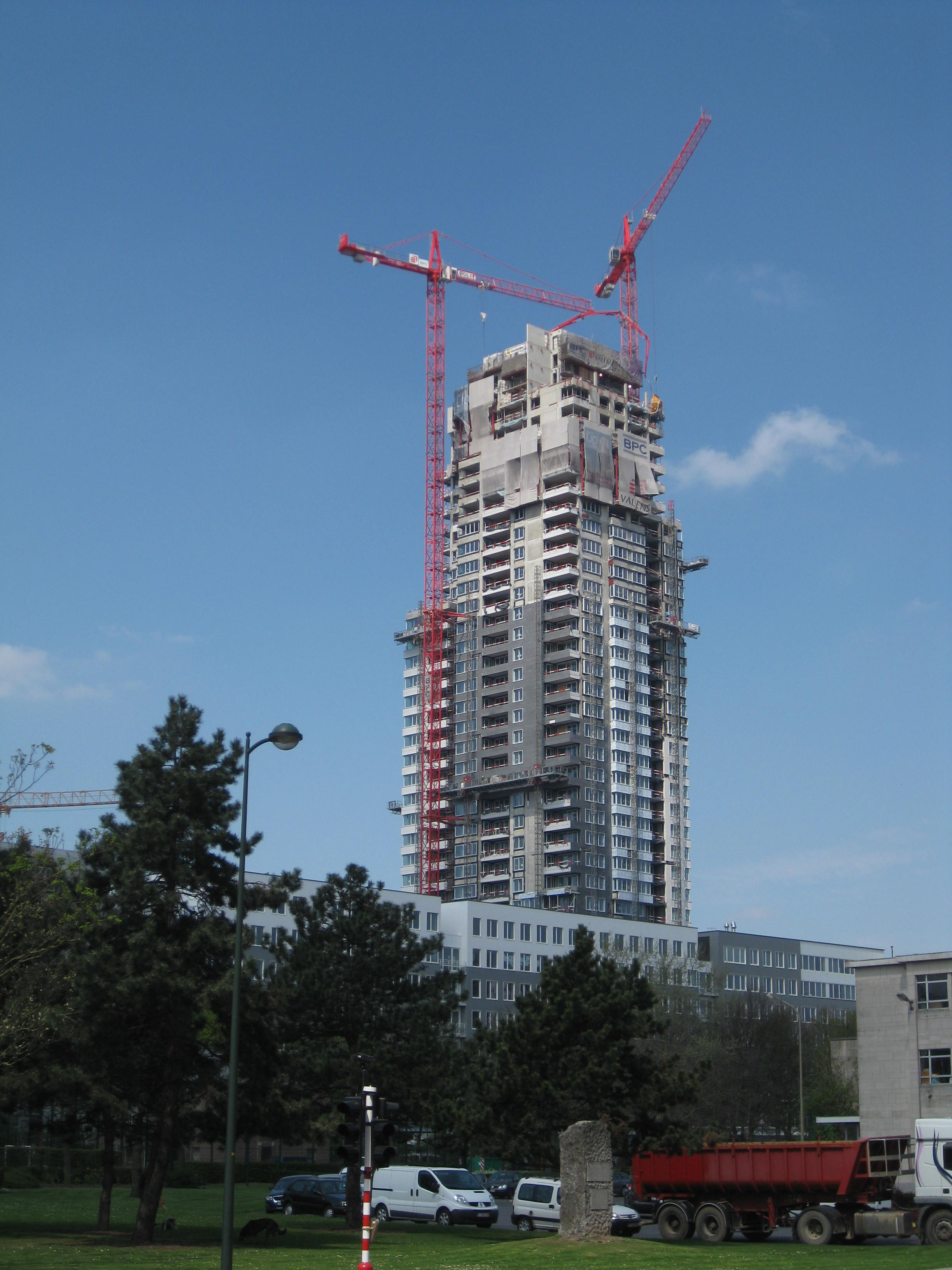
La tour en construction en avril 2013.

La construction débuta en 2010 pour s'achever en 2014.

## Images

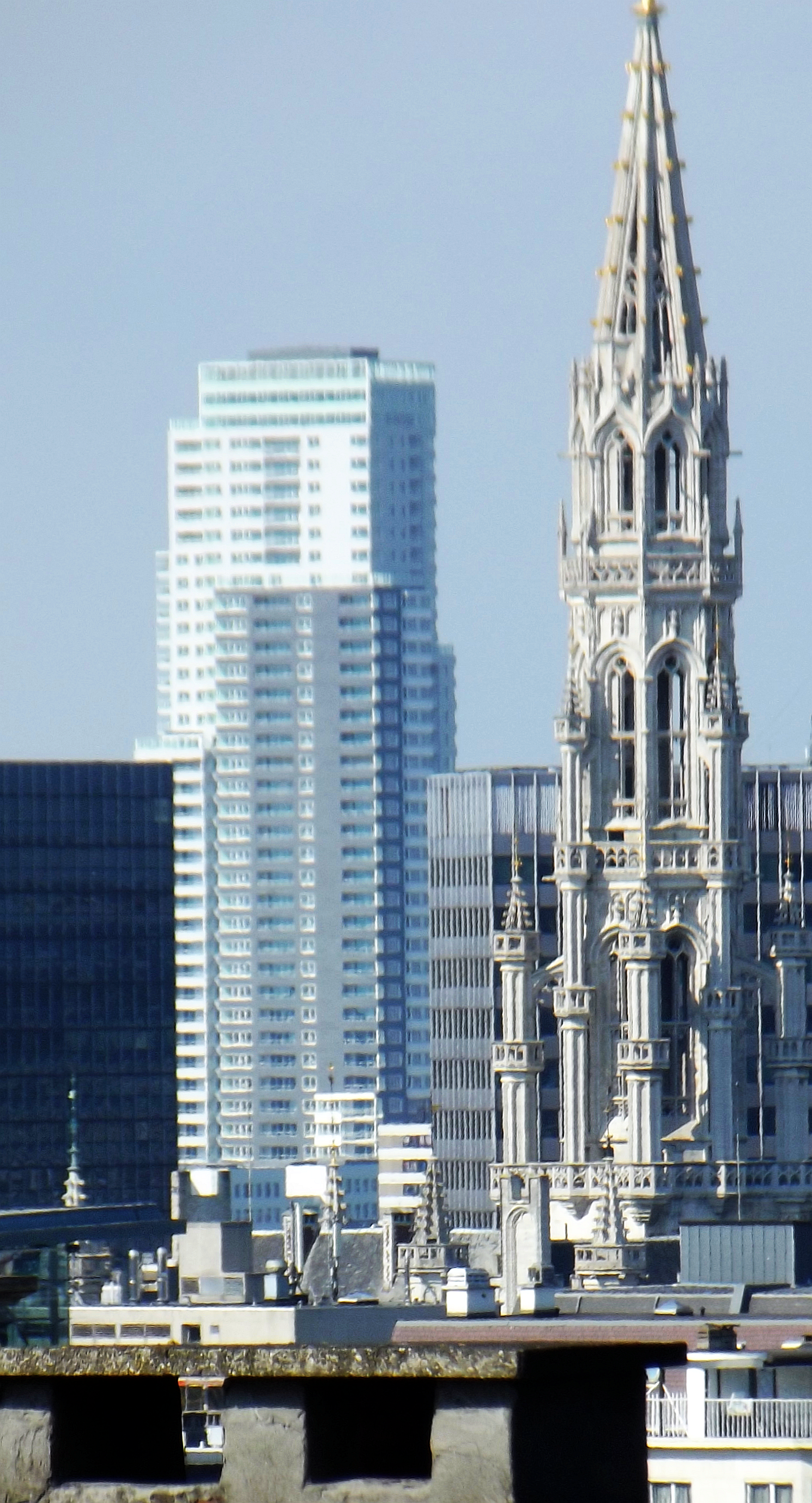
La tour avec la flèche de l'hôtel de ville de Bruxelles en premier plan.
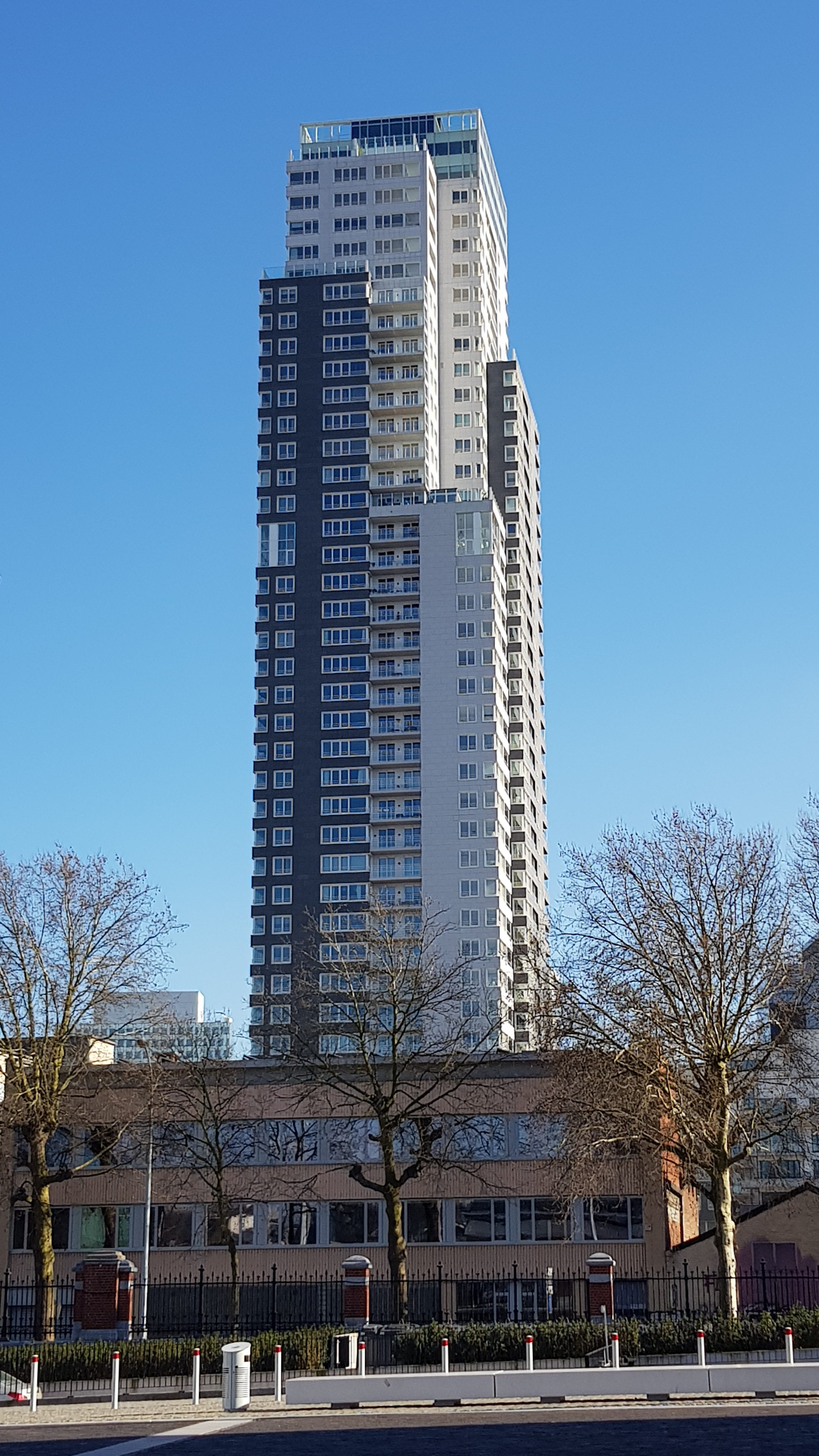
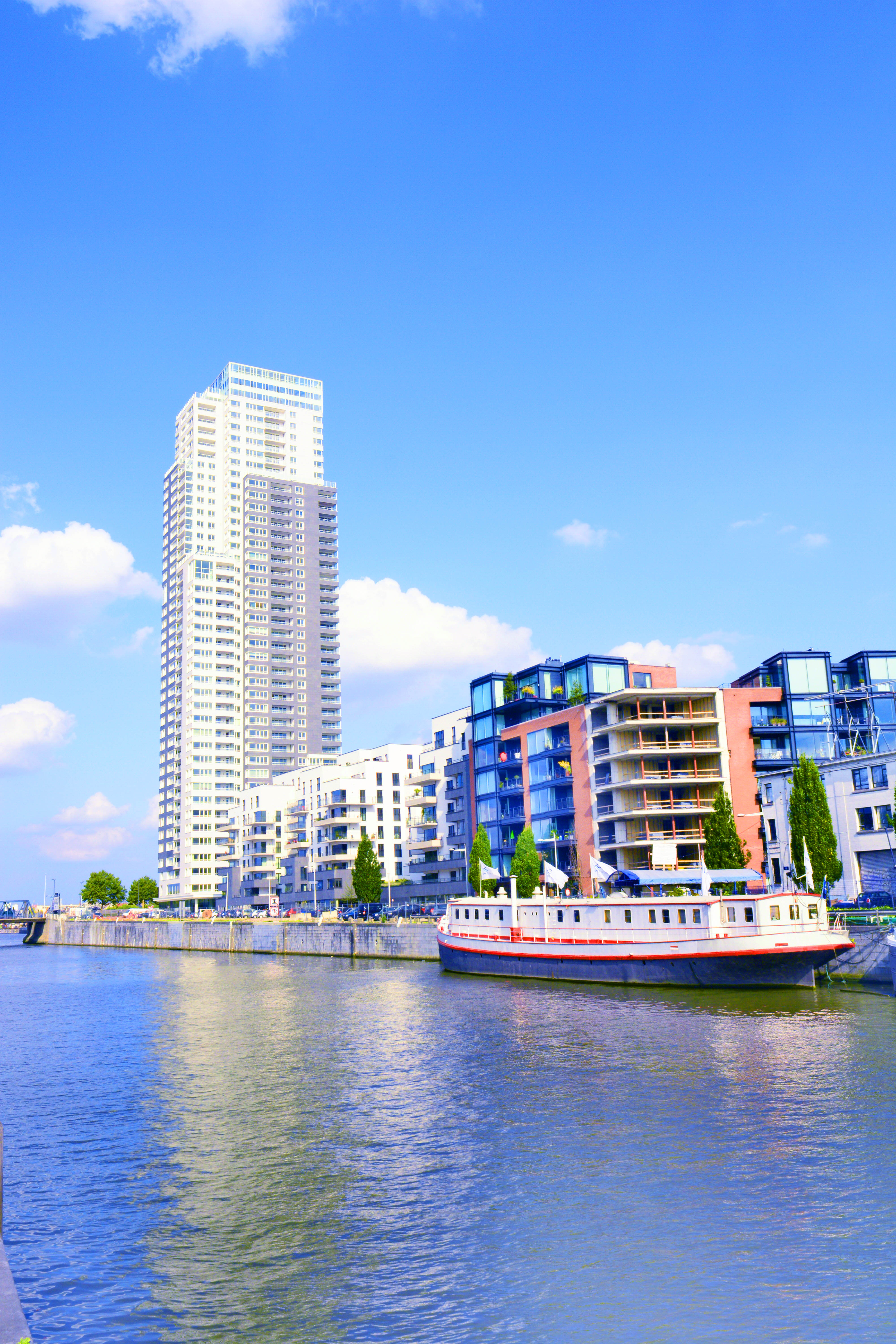
La tour avec le canal de Bruxelles en arrière plan.
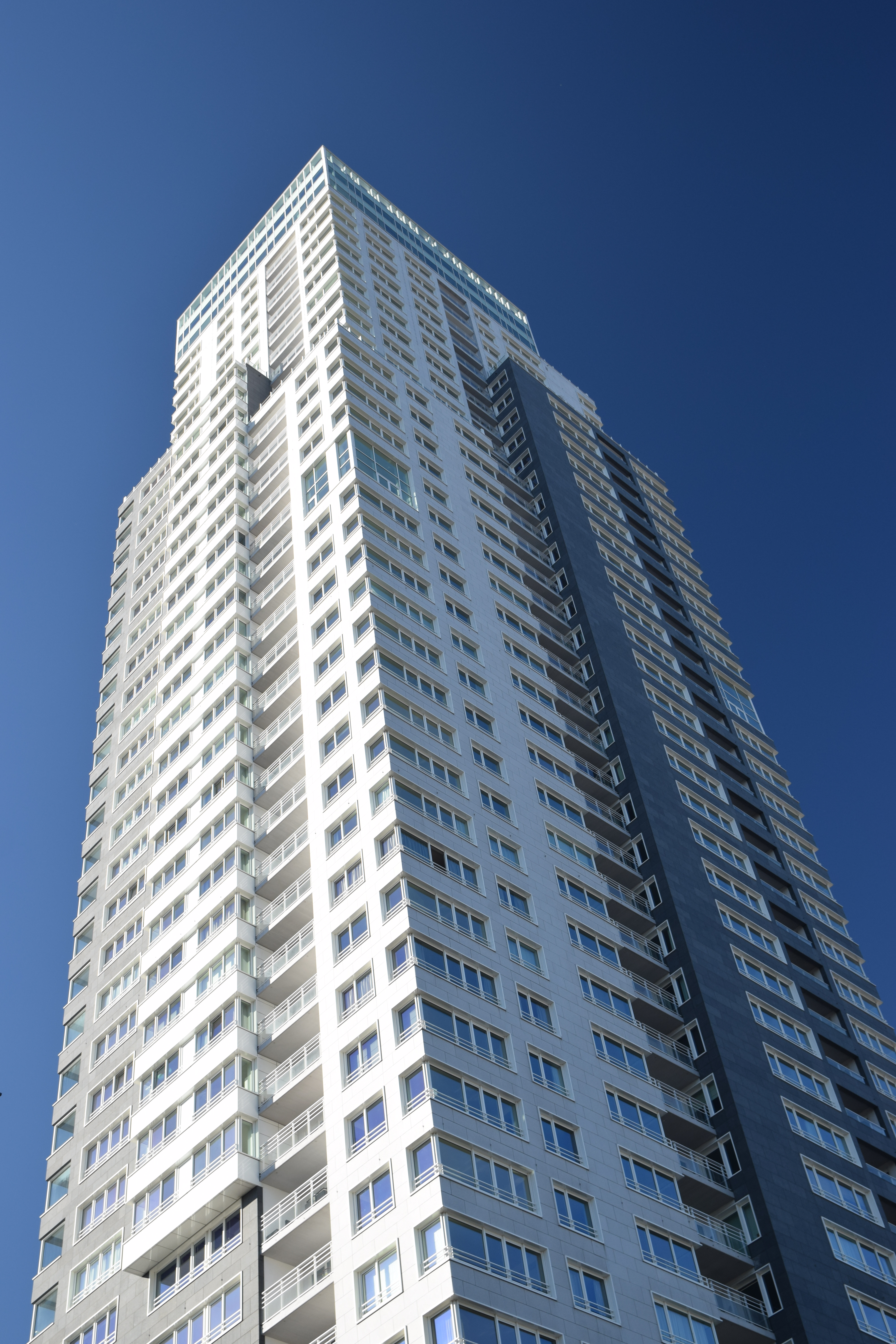
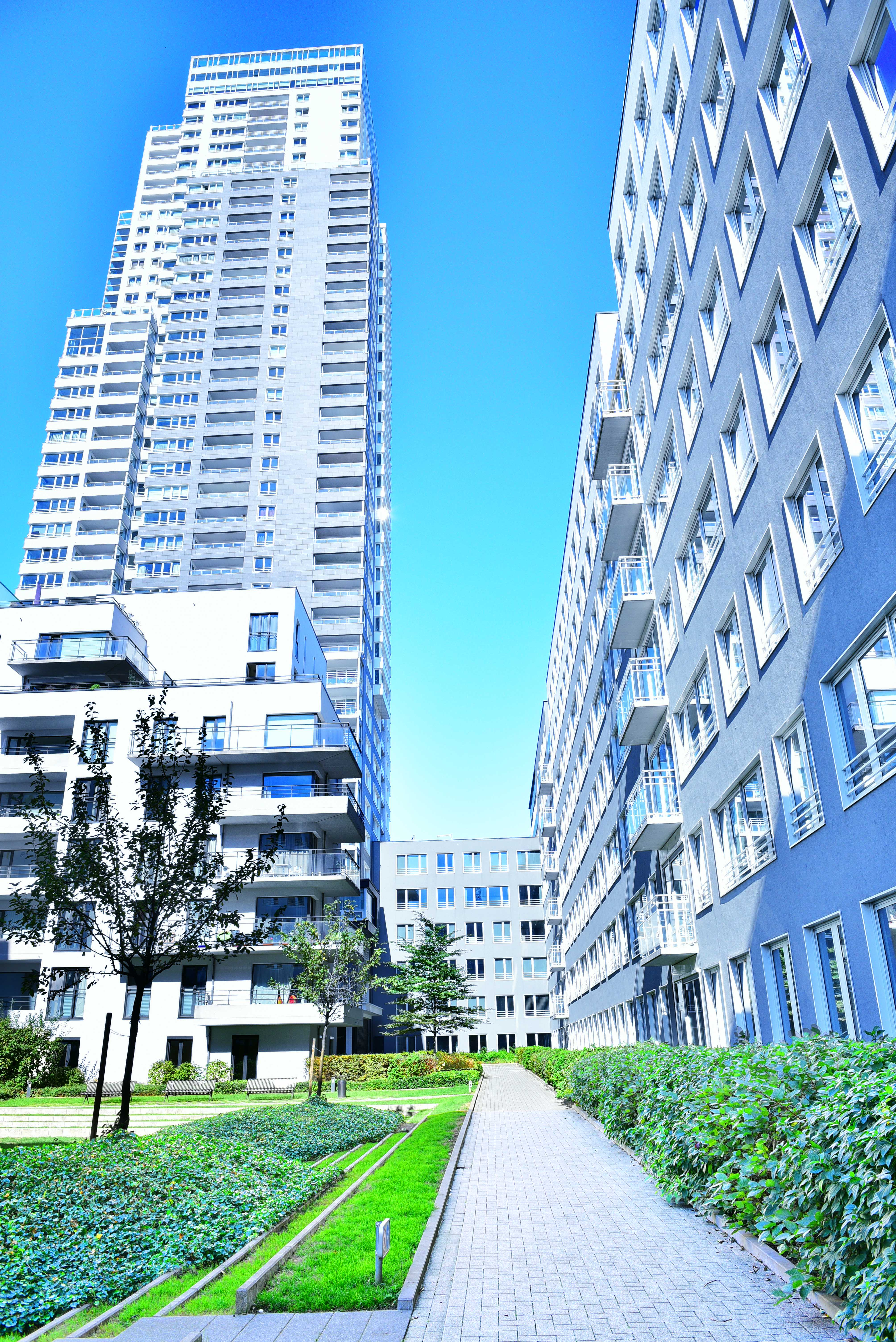